# バスクリンファミリータイム 所ジョージのモノMONOウォーズ
『バスクリンファミリータイム 所ジョージのモノMONOウォーズ』（バスクリンファミリータイム ところジョージのモノモノウォーズ）は、1985年1月15日から同年6月25日まで日本テレビ系列局で放送されていた日本テレビ製作のクイズ番組である。津村順天堂（現・ツムラおよびバスクリン）の一社提供。放送時間は毎週火曜 19:00 - 19:30 （日本標準時）。

## 概要
「物」と「者」の2つのモノからクイズを出題していた番組で、所ジョージが司会を、当時日本テレビのアナウンサーだった井田由美がアシスタントを務めていた。同じく所が司会を務めていた前番組『クイズ笑って許して!』を一旦休止させた上で開始された。津村順天堂の一社提供番組であると同時に所の冠番組でもあり、商品名と司会者名双方がタイトルに取り入れられていた。
しかし、番組は半年で終了し、津村順天堂の一社提供枠は3か月後にスタートしたフジテレビの『バスクリンタイム 所さんのただものではない!』へ移行した。日本テレビではその後、『とんねるずの子供は寝なさい!?』がつなぎ番組として放送され、そして同年10月にかつての前番組である『クイズ笑って許して!』が『笑って許して!!』と改題した上で復活することになった。

## 出演者
- 所ジョージ（司会）[1]
- 井田由美（アシスタント）[1]
- 堀ちえみ（トッカン軍リーダー）
- 柴俊夫（長老軍リーダー）
- 轟二郎（おヒントマン）
- ジャイアント吉田（レギュラー）

## 内容
解答者は若者チームの「トッカン軍」（リーダー：堀ちえみ）と年配チームの「長老軍」（リーダー：柴俊夫）に分かれ、物を見てそれが何なのかを当てる。
解答に入る際には、所と井田が腕を体の前で前後に回しながら「ウォーズ・イン」と言っていた。一定時間内に正解が出なかった場合には、轟二郎扮する「おヒントマン」が現れてヒントを出し、解答を再開する。しかし、時間内に正解が出てしまい、轟が怒りながら出ることもしばしばあった。
毎回恒例コーナーとして、ジャイアント吉田の発明品を当てるコーナーがあった。

## ネット局
特筆の無い限り全て同時ネット
- 日本テレビ（制作局）
- 北日本放送[2]
- 福井放送[2]